# Нем Аранский
Нем (Ненн; лат. Nennus, Nenus, ирл. Nem Mac Ua Birn; умер 14 июля 654, по другим данным — 14 июля 540) — святой, настоятель монастыря на острове Инишмор. День памяти — 14 июня.

## Биография
Святой Ненн или Неемия (Nehemias), известный также как Нем Мокку Бирн (Nem Moccu Birn), происходил из рода Дал Бирн, впоследствии О’Бирн (O’Birn) в лейнстерском королевстве Осрайге. Он стал настоятелем монастыря на острове Инишмор в составе Аранских островов, основанного его предшественником, святым Эндой, а также монастыря на острове Бьют. Нем был известен, как «Аранский Папа» (др.‑ирл. pupu Airne). Согласно некоторым источникам, он был братом святого Киарана из Клонмакнойса.
О нём сообщается в «Анналах четырёх мастеров».